# Christina Cronvall
Karin Christina Cronvall, född 29 december 1937 i Malmberget, var vice ordförande i Riksförbundet Sveriges Lottakårer (SLK) 1986-1992. Hon är bosatt i Stockholm.
Hon utbildade sig vid Signe Barths målarskola 1956–1957, och utbildade sig 1961 till vävlärare på Handarbetets Vänner.
Hon gick marinlottautbildning i Berga 1971, 1978 och 1979. Var sedan vid Kristianstad läns lottaförbund, som infolotta 1975–1977, sedan sekreterare och vice ordförande 1977–1986. 1986–1992 var Cronvall vice ordförande i SLK:s överstyrelse.
Cronvall var förbundslottachef i Stockholms läns lottaförbund 1992–1998. Därefter var hon kanslist på Försvarets Personaltjänstförbund fram till 2013. Hon var styrelseledamot, den första kvinnliga någonsin, i Militärsällskapet 1989–1994.
Cronvall är dotter till bergsingenjör Börje Hjortzberg-Nordlund och barnträdgårdslärare Maja Hjortzberg-Nordlund (född Wallin). Hon gifte sig 1961 med örlogskapten Erik Cronvall, född 1933, son till kommendörkapten Torsten Cronvall och Gunhild Cronvall (född Bohm).